# Strandhoppare
Strandhoppare (Talitrus saltator; även sandhoppare) är en art som tillhör ordningen märlkräftor. Arten är vanlig vid sandiga kustlinjer av Atlanten, Nordsjön, Östersjön och Medelhavet. Strandhopparen ingår i familjen tångloppor som rymmer de enda märlkräftor som vistas på land.

## Kännetecken
Djuret når en kroppslängd av omkring 15 millimeter och kroppen är avplattad vid sidorna. Färgen är vitaktig till ljusgrå och ibland finns brunaktiga eller blåa fläckar. Som hos alla märlkräftor finns inget pansar på djurets rygg så att mellankroppens segment är synliga. Påfallande är strandhopparens stora svarta fasettögon. Medan de övre antennerna är korta är det undre antennparet långt (särskilt hos hannar). Vid huvuddelen av mellankroppen (thorax) finns sju par ben som används för att gå. Vid bakkroppen finns tre par simben och ytterligare tre par ben för att hoppa.

## Levnadssätt
Strandhopparen gömmer sig på dagen i sanden eller under andra föremål vid strandlinjen (trä, tång) och letar på natten efter föda. Den äter bland annat alger eller andra ämnen av vegetabiliskt och animaliskt ursprung. Med plötsliga rörelser av sina hoppben kan de göra långa hopp över 30 centimeter. För att övervintra och vid högvatten gräver sig djuret flera decimeter ner.
I samma utbredningsområde förekommer andra liknande arter som kan förväxlas med strandhoppare, till exempel Orchestia gammarellus. De andra arterna av släktet Talitrus lever främst i tropiska eller subtropiska regioner över hela världen. Strandhoppare utgör en viktig del av födan för fåglar som lever vid strandlinjen.